# 稲富氏
稲富氏（いなとみし）は本姓は平氏。家系は桓武平氏維衡流、伊勢・伊賀の本拠地とする伊勢平氏一門の支流である。元は山田氏、丹後国に向った後に稲富姓を名乗り、京都北部の弓木城を本拠地とした。砲術の名門、稲富流砲術の宗家。

## 歴史
鎌倉時代に丹後国に弓木城（稲富城）を築城し、稲富氏代々の当主が居城としてきた。室町時代になり、足利家一門の一色氏が丹後に守護として入ると、これに従い家臣となった。
稲富氏で特筆すべきは砲術である。稲富祐秀の代で一色家臣佐々木義国から伝授され、全国的に主流の砲術となる稲富流砲術を創設し、孫の稲富祐直の代で確立。その砲術は、豊臣秀吉、徳川家康、徳川義直、松平忠吉、井伊直政、石田三成、伊達政宗、浅野幸長、黒田長政、上杉景勝、直江兼続、細川忠興等の時の天下人やその一門、重臣、有力大名に重用された。
戦においては、安土桃山時代における織田政権の丹後攻略戦がある。織田信長の重臣、明智光秀の有力与力大名であった細川幽斎、忠興親子が一色領に侵攻。対する一色方は、当主の稲富祐直が弓木城で稲富流鉄砲隊等を率い、主家である一色義定軍と共に織田信長方の細川軍と激戦を繰り広げ、一色軍は守りの堅い弓木城や激しい銃撃等によりこの侵攻を撃退し続けた(弓木城の戦い)。事態を重く見た明智光秀の助言により一度は和睦するも、本能寺の変により明智方についた一色氏と、羽柴方についた細川氏の間に再び緊張感が高まり、ついに開戦。稲富氏は一色義定、一色義清と共に戦い続けたが遂に両人が誅殺または戦死し、足利一族の名門丹後守護一色氏は滅亡した。
稲富祐直は稲富流砲術を活かそうとした豊臣秀吉の計らいにより、助命、本領安堵、弓木城主への復帰を認める代わりに、仇敵細川氏の家臣になった。
秀吉の死後、戦の機運が高まると、細川氏の館で細川ガラシャの護衛を任されていた稲富祐直達は、西軍の石田三成の軍勢に屋敷を囲まれてしまう。しかし、石田三成の軍勢の中には砲術の弟子達がいたため、稲富祐直は彼等の助けで館を脱出した。これが細川忠興の逆鱗に触れてしまうものの、稲富流砲術が絶える事を惜しんだ徳川家康はこれを宥め、天下人の命には逆らえなかった細川忠興は渋々これを許した。こうして稲富氏は砲術指南役として徳川家に仕える事となった。
大阪の陣の折、当時の稲富家の当主となっていた稲富正直は、徳川軍の鉄砲隊として参戦。大阪城に大砲撃ち込む等して活躍した。